# Kaczka (Mazovia)
Kaczka [pronunciación en polaco: /ˈkat͡ʂka/] es un pueblo ubicado en el distrito administrativo de Gmina Goworowo, dentro del Condado de Ostrołęka, Voivodato de Mazovia, en el este de Polonia central. Se encuentra aproximadamente a 6 kilómetros al sur de Goworowo, a 25 kilómetros al sur de Ostrołęka, y a 81 kilómetrps al noreste de Varsovia.